# Перейра, Кармен
 Кармен Перейра (порт. Carmen Pereira, 16 февраля 1937, Бисау, Португальская Гвинея — 4 июня 2016, Бисау, Гвинея-Бисау) — революционерка и государственный деятель Гвинеи-Бисау, исполняющая обязанности главы Республики Гвинея-Бисау (1984).

## Биография
Родилась в семье одного из немногих африканских адвокатов в тогдашней португальской колонии. Вместе с мужем участвовала в войне за независимость Гвинее-Бисау. Стала высокопоставленным политическим лидером и делегатом Панафриканской женской организации в Алжире. Вступив в 1962 г. в ряды Африканской партии независимости Гвинеи и Кабо-Верде (ПАИГК). В том же году бежала в Сенегал, а затем в Советский Союз, где получила медицинское образование. По возвращении на родину открыла больницу в районе, контролируемом повстанцами. Во время войны против Португалии она была единственной женщиной в исполнительном комитете партизанского движения и отвечала за медицинскую сферу.
После провозглашения независимости в 1973 г. она была избрана депутатом парламента от Бисау, являлась вторым заместителем председателя вице-президента государственной народной ассамблеи (парламента) и одним из 15 членов Государственного совета. С 1975 по 1980 гг. — председатель парламента Кабо-Верде и Гвинеи-Бисау.
С 1975 по 1981 г. занимала должность председателя Государственной комиссии по вопросам женщин, а с 1981 по 1983 г. — министра здравоохранения и социальных дел.
В 1984 году она была избрана председателем государственной народной ассамблеи. В этом качестве в мае 1984 г. она официально была главой государства в течение двух дней в связи в введением в действие новой конституции страны. В 1989 г. покинула должность главы парламента, оставаясь членом Государственного совета. В апреле 1989 г. была участницей торжественных мероприятий в Лиссабоне в ознаменование 15-й годовщины «Революции гвоздик».
В 1990 и 1991 гг. — заместитель премьер-министра и государственный министр по социальным вопросам. В 1992 г. была отстранена от должности президентом Жуаном Виейрой.
В 2005 г. была вновь избрана на высокую должность — заместителем председателя государственной народной ассамблеи.